# Andorra nos Jogos Paralímpicos de Verão de 2012
Andorra foi um dos participantes dos Jogos Paralímpicos de Verão de 2012, na cidade de Londres, no Reino Unido.

## Desempenho

### Natação
Masculino
| Atletas                   | Evento               | Preliminares | Preliminares | Final       | Final       |
| Atletas                   | Evento               | Marca        | Posição      | Marca       | Posição     |
| ------------------------- | -------------------- | ------------ | ------------ | ----------- | ----------- |
| Antonio Francisco Sanchez | 50 metros livre - S7 | 1min00s84    | 14º          | Não avançou | Não avançou |